# Nikolai Aleksandrovich của Nga
Nikolai Aleksandrovich của Nga (tiếng Nga: Николай Александрович) (20 tháng 9 [lịch cũ 8 tháng 9] năm 1843 – 24 tháng 4 [lịch cũ 12 tháng 4] năm 1865) là tsesarevich tức Thái tử Nga từ năm 1855 đến năm 1865. Ông là con trai cả của Nga hoàng Alexander II và Marie xứ Hessen và Rhein. Nicholas trở thành người thừa kế rõ ràng của Đế quốc Nga sau khi cha ông đăng quang vào tháng 9 năm 1856, với tư cách là con trai cả của Quân chủ nước Nga, ông được tấn phong tước hiệu tsesarevich. Nhưng vào năm 1865 ông qua đời vì viêm màng não tủy ở tuổi 21 gây ra một sự thay đổi lớn trong hàng kế vị ngai vàng, vị trí của ông được chuyển cho người em trai kế tiếp ông là Aleksandr (sau là Aleksandr III của Nga).

## Thời thơ ấu và Giáo dục

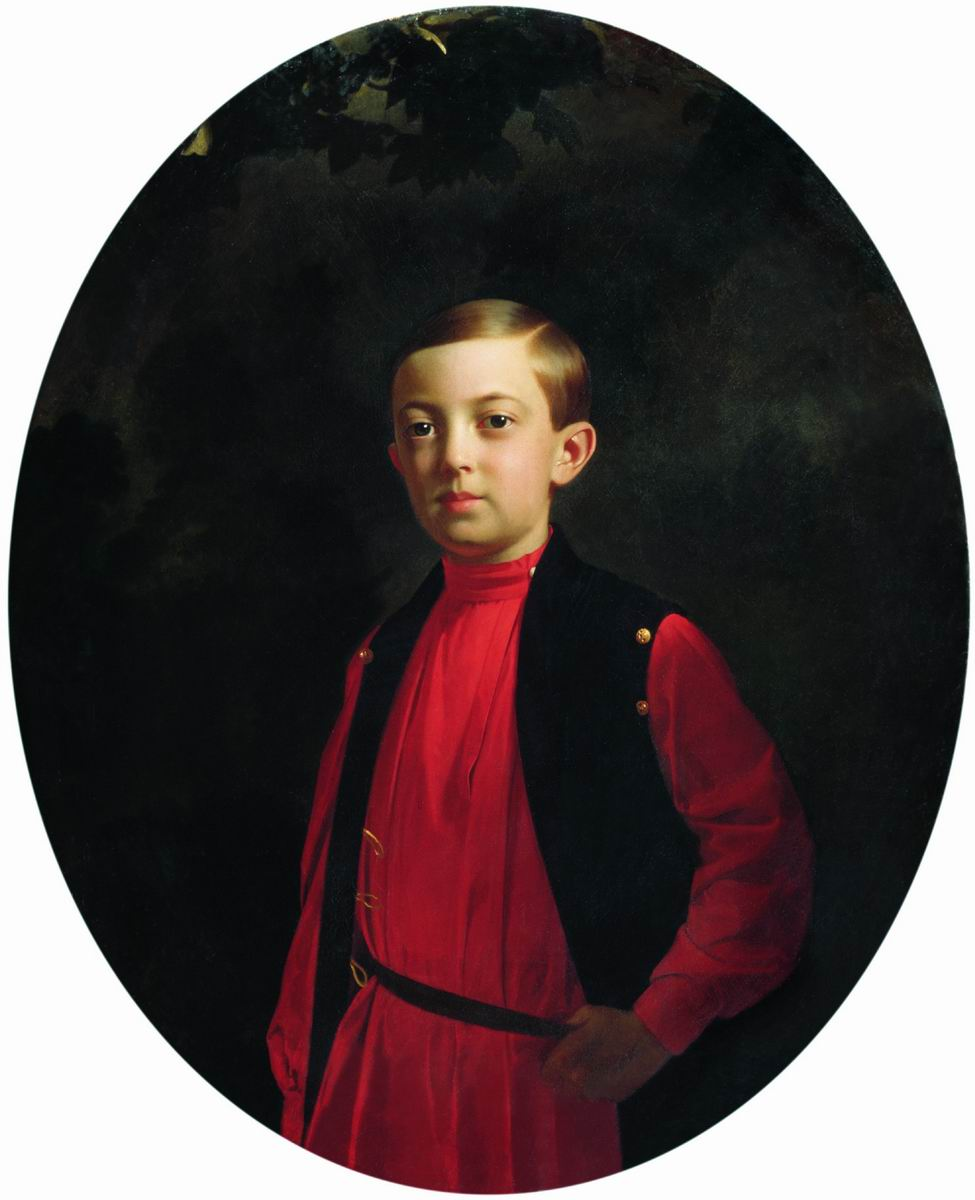
Đại vương công Nikolai Aleksandrovich

Nikolai Aleksandrovich chào đời tại Cung điện Alexander ở Tsarskoye Selo miền nam Saint Petersburg vào năm 1843 dưới thời trị vì của ông nội là Nga hoàng Nicholas I. Ông được đặt tên giống ông nội nhưng gia đình thường gọi ông bằng cái tên thân mặt hơn là "Nixa". Là con trai của Aleksandr, Thái tử nước Nga (sau là Aleksandr II) ông được tấn phong danh hiệu Đại vương công của Nga và đứng thứ 2 trong hàng kế thừa hoàng vị. Trong hồi ký của Nữ Đại vương công Olga Nikolaevna (con gái của Nicholas I) có miêu tả rằng sau khi Nikolai Aleksandrovich ra đời ông nội của ông đã ra lệnh cho 3 người con trai của mình là Đại vương công Konstantin, Đại vương công Nicholas và Đại vương công Mikhail quỳ dưới nôi của cháu trai và thề sẽ trung thành với Hoàng đế tương lai của Nga. Năm 1855, Nicholas I qua đời, cha ông kế vị ngai vàng trở thành Alexander II của Nga và Nicholas 11 tuổi được phong tước hiệu tsesarevich.

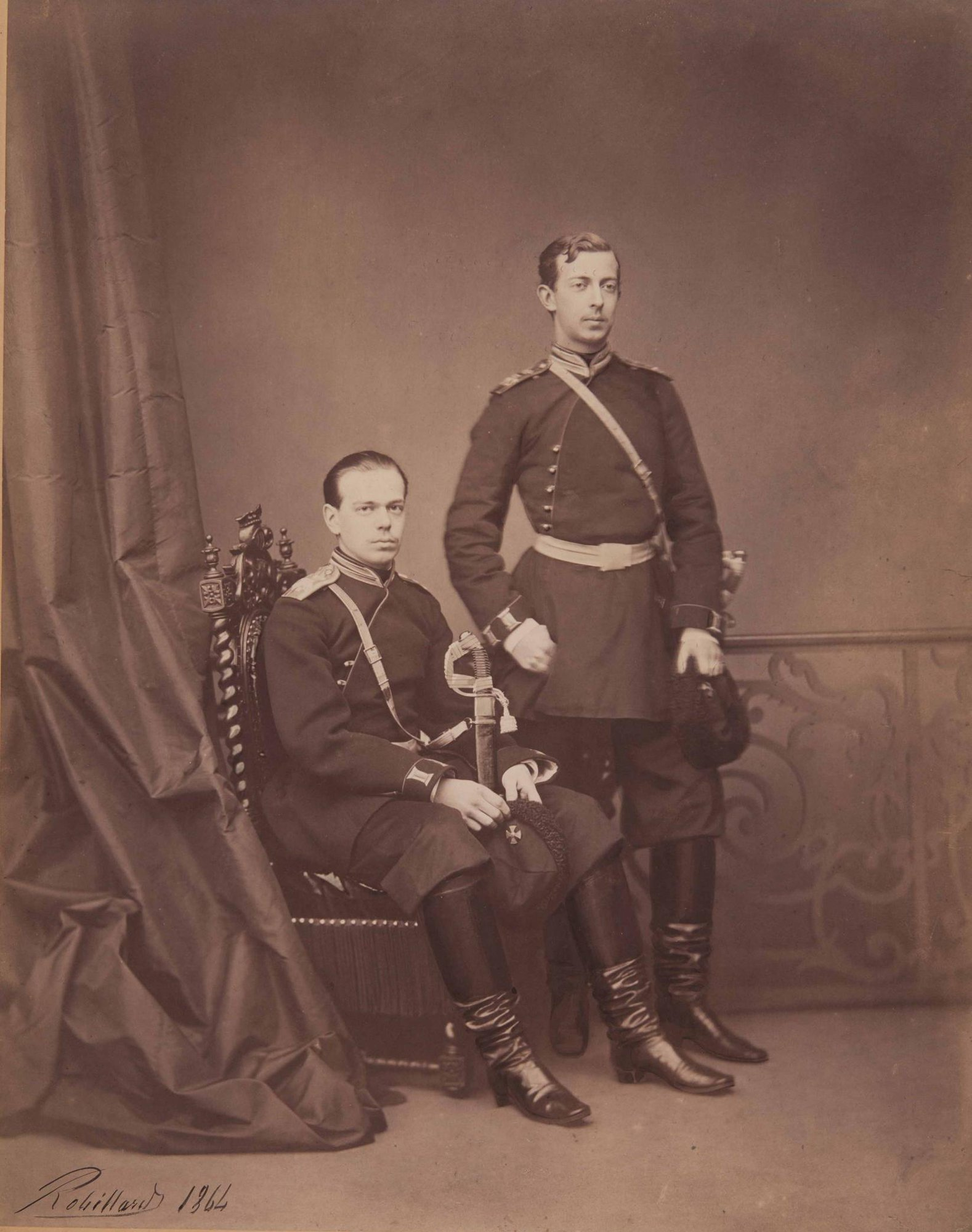
Nicholas chụp cùng em trai Aleksandr (ngồi)

Nicholas trưởng thành được xem là đẹp trai và thông minh, Hoàng gia nga đã mang lại cho ông một nền giáo dục tốt đẹp. Nicholas đặt biệt thân thiết với mẹ và cậu em trai nhỏ hơn ông hai tuổi là Đại vương công Aleksandr, Nicholas thường gọi là em trai mình "Pug" để thể hiện sự thân thiết của ông.

## Qua đời

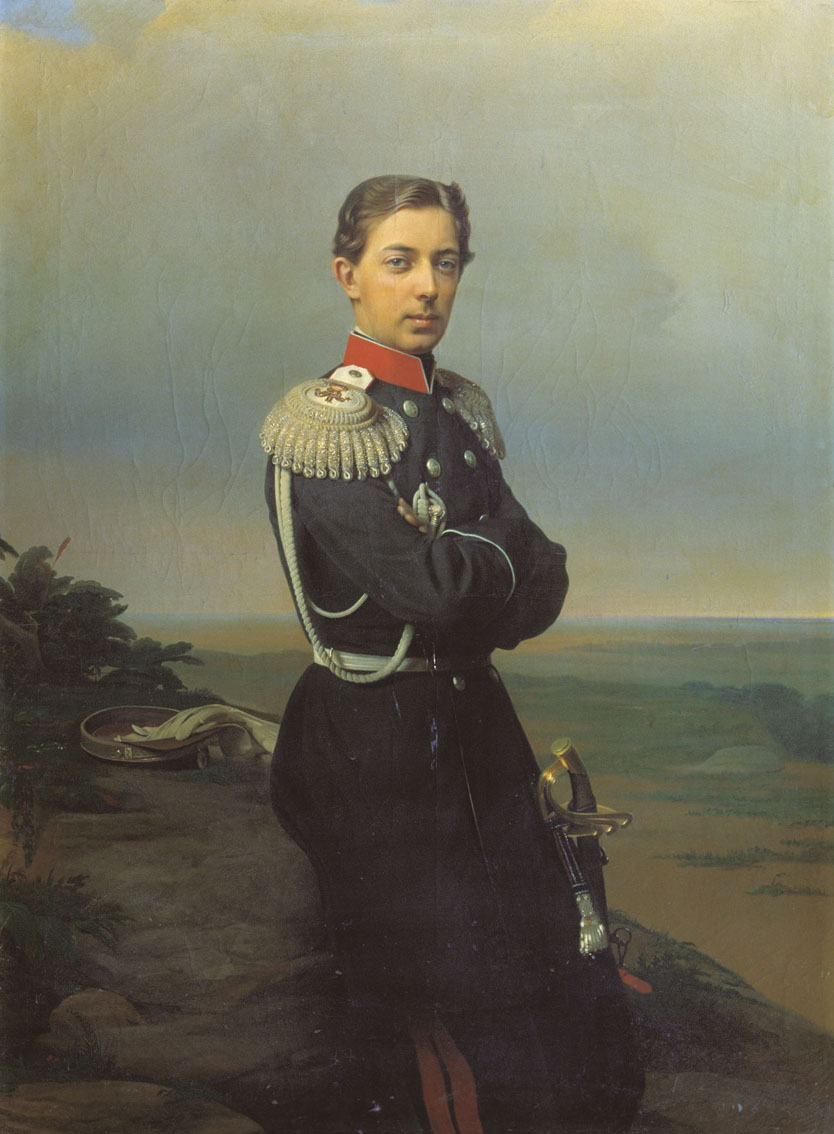
Nicholas trong bộ quân phục của Đại vương công Nga, 1860.

Trong một chuyến đi đến Nam Âu, Nicholas đã bị ốm nhưng bệnh tình của ông lúc đầu không được chuẩn đoán chính sát bởi nền y học lúc đó, các triệu chứng ban đầu bao gồm đau lưng và cổ, nhạy cảm với tiếng ồn và ánh sáng. Vì được chuẩn đoán là chỉ mắc bệnh thấp khớp nên Nicholas đã tiếp tục chuyến đi của mình kéo dài đến Ý, tại đây sức khỏe của ông dần trở nên tồi tệ và được chuyển đến Pháp để điều trị nhưng cũng không thể cải thiện được tình trạng đang ngày một nghiêm trọng của ông. Các bác sĩ cuối cùng đã chuẩn đoán ông bị viêm màng não tủy, và ông qua đời vào ngày 24 tháng 4 năm 1865, tại Villa Bermond ở Nice, Pháp. Trước đó, một năm trước khi qua đời, vào mùa hè năm 1864, Nicholas đã đính hôn với Dagmar của Đan Mạch con gái của vua Christian IX của Đan Mạch và Luise của Hessen-Kassel. Cuộc hôn nhân này cuối cùng đã được thay thế bởi Alexander như theo nguyện vọng của Nicholas đã bày tỏ với Công chúa Dagmar, ước muốn rằng em trai ông Alexander, người mà ông luôn tin rằng "tốt bụng và lương thiện" sẽ trở thành chồng của Vương nữ Dagmar sau cái chết của ông.
Sự ra đi của Nicholas đã khiến mẹ ông suy sụp hoàn toàn, gia đình Hoàng gia Nga được cho là đã góp mặt đầy đủ và quây quần bên giường bệnh vào giây phút Nicholas ra đi. Hai năm sau khi mất, năm 1867, tại nơi ông mất một nhà nguyện mới ở Thành phố Nice tên là Nhà nguyện Tsarevich Nicolas Alexandrovitch được xây dựng và khánh thành năm 1868 để tưởng nhớ đến ông.

## Tước vị

Quốc huy cho Tsesarevich của Nga

- 20 tháng 9 năm 1843 - 2 tháng 3 năm 1855: Đại vương công Nikolai Aleksandrovich của Nga.[10]
- 2 tháng 3 năm 1855 - 24 tháng 4 năm 1865: Tsesarevich Nikolai Aleksandrovich của Nga.[11]